# Your Future Our Clutter
Your Future Our Clutter – 28. album studyjny brytyjskiej postpunkowej grupy The Fall, wydany 26 kwietnia 2010.

## Lista utworów
1. O.F.Y.C. Showcase (Smith) - 5:49
2. Bury Pts. 1 + 3 (Smith / Spurr) - 6:36
3. Mexico Wax Solvent (Greenway / Smith) - 6:14
4. Cowboy George (Greenway / Poulou / Smith) - 5:42
5. Hot Cake (Smith / Spurr) - 3:18
6. Y.F.O.C. / Slippy Floor (Greenway / Melling / Poulou / Smith) - 7:42
7. Chino (Smith / Spurr) - 5:20
8. Funnel of Love (McCoy / Westberry) - 2:55
9. Weather Report 2 (Poulou / Smith) - 6:35